# Neonitocris dubourgeti
Neonitocris dubourgeti är en skalbaggsart som beskrevs av Stefan von Breuning 1967. Neonitocris dubourgeti ingår i släktet Neonitocris och familjen långhorningar. Inga underarter finns listade i Catalogue of Life.